# Phil Campbell (Alabama)
Pour le musicien, voir Phil Campbell.
Phil Campbell est une municipalité américaine située dans le comté de Franklin en Alabama.
Selon le recensement de 2010, sa population est de 1 148 habitants. La municipalité s'étend sur 4,08 milles carrés (10,57 km2).

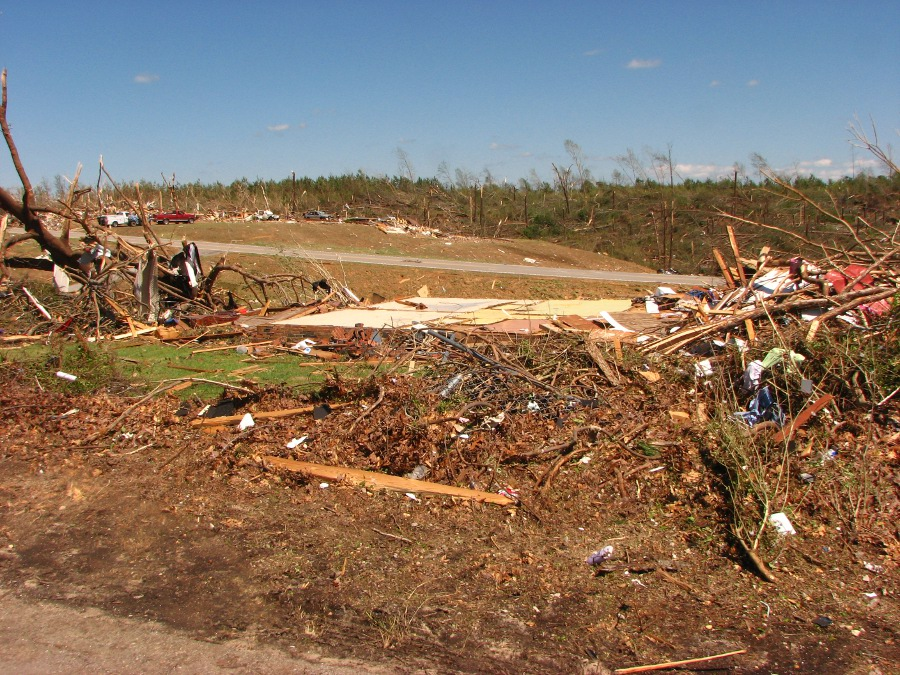
Dégâts de la tornade d'avril 2011

Le nom de la ville vient de l'ingénieur du Southern Railway Phil Campbell, originaire d'Angleterre, qui y établit un camp en 1880.
C'est la ville de naissance de Billy Sherrill, producteur de musique country.

## Démographie
| 1920 | 1930 | 1940 | 1950 | 1960 | 1970  |
| ---- | ---- | ---- | ---- | ---- | ----- |
| 418  | 472  | 533  | 469  | 898  | 1 230 |

| 1980  | 1990  | 2000  | 2010  | - | - |
| ----- | ----- | ----- | ----- | - | - |
| 1 549 | 1 317 | 1 091 | 1 148 | - | - |